# Matthäi (Unternehmen)
Die Matthäi Holding GmbH & Co. KG ist ein europäisch tätiger deutscher Baukonzern mit Sitz in Verden (Aller) in Niedersachsen und beschäftigt rund 3.500 Mitarbeiter.

## Produkte und Dienstleistungen
Der Schwerpunkt liegt im Bereich Erd- und Straßenbau. Weitere Geschäftsfelder sind Tief-, Stahlbeton- und Ingenieurbau sowie Deponietechnik; außerdem die Produktion und Lieferung von Transportbeton und von Asphalt und Bitumen für den Straßenbau sowie der Abbau und die Lieferung von Mineralbau- und Natursteinen aus eigenen Steinbrüchen.

## Geschichte

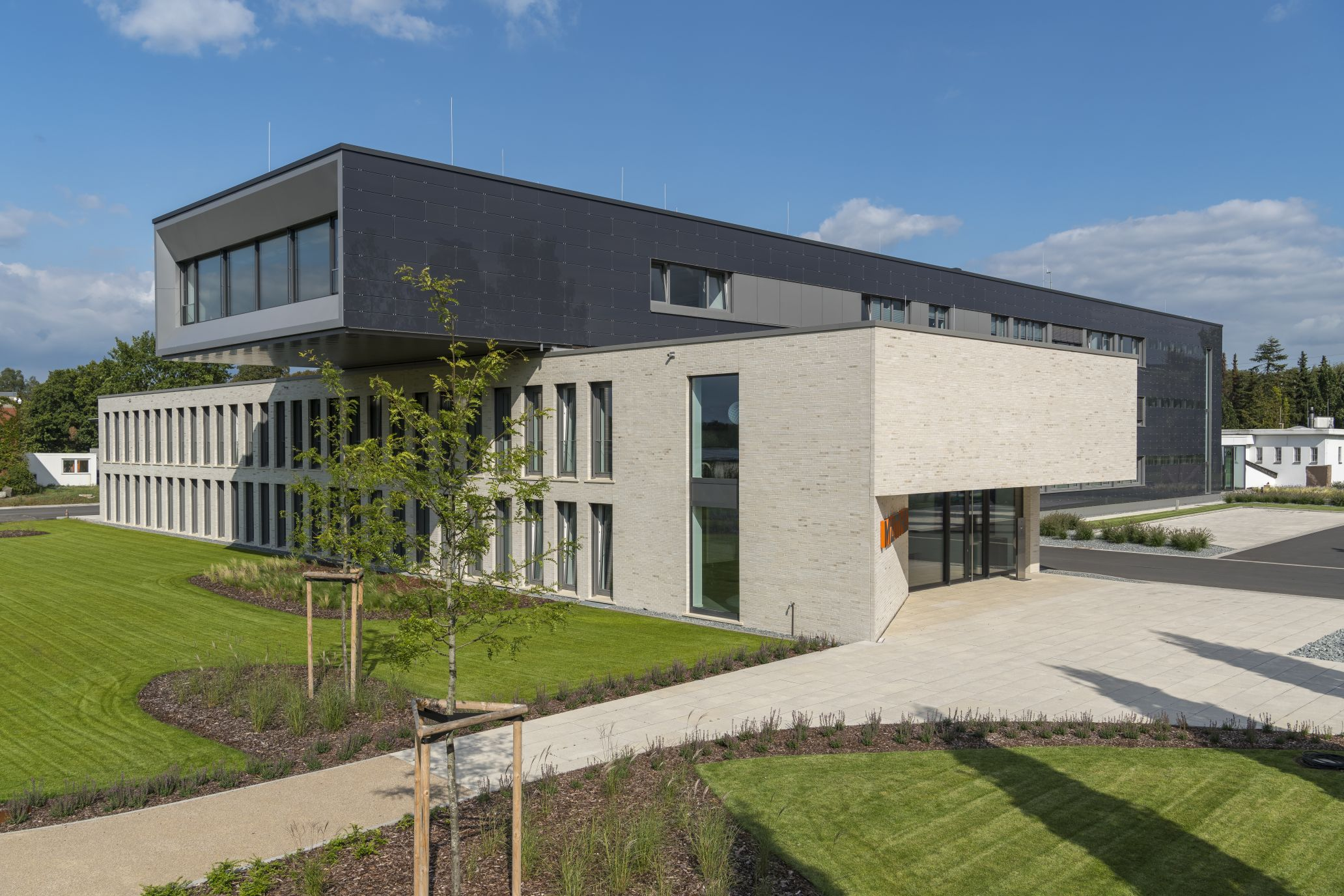
Die Matthäi-Hauptverwaltung in Verden

Im Jahr 1933 gründeten die Brüder Hermann und Rudolf Matthäi die Firma Hermann Matthäi OHG, Straßen- und Tiefbauunternehmung. Erstes Bauvorhaben im Gründungsjahr war im Auftrag des Reichsführers SS Heinrich Himmler der Sachsenhain in Verden. 4500 Findlinge wurden in Heidedörfern ausgegraben und als Gedenkstätte für die angeblich bei Verden von Karl dem Großen hingerichteten Sachsen (Blutgericht von Verden) aufgestellt. Außerdem wurden am Truppenübungsplatz Bergen drei große Fachwerkhäuser abgebaut und nach ihrer Restaurierung im Norden der Anlage wieder aufgebaut.
Hermann Matthäi fiel im Zweiten Weltkrieg, am 12. Februar 1945. Sein Bruder Rudolf führte das Unternehmen alleine weiter.
Gerhard Matthäi wurde 1941 als Sohn von Rudolf Matthäi in Verden geboren. An der Technischen Universität Braunschweig studierte er Straßen- und Verkehrsbau und übernahm ab 1967 die Geschäftsführung.
Nachdem die Mitarbeiterzahl im Jahr 1970 auf 1100 Personen angestiegen war, wurde eine neue Hauptverwaltung in Verden, Bremer Straße, gebaut.
Seit dem Tod Gerhard Matthäis im Jahr 2007 unterliegt die Führung des Unternehmens nun der Matthäi-Stiftung und den beiden Geschäftsführern Andreas Höttler und Frank Brinkmann.
Zum 1. Dezember 2024 wurde die Boes Bau GmbH in Zeven mit 105 Mitarbeitern übernommen.

## Standorte
Die Gruppe besteht aus über 75 Betrieben, die entweder als eigenständige Niederlassungen oder als Zweigstellen tätig sind.
Matthäi betreibt Steinbrüche in Finnland, Estland, Lettland und in Polen.

## Stiftung
Die Gerhard und Karin Matthäi Stiftung unterstützt Bildungseinrichtungen. Zurzeit fördert die Stiftung das Domgymnasium Verden, das Gymnasium am Wall und die Technische Universität Braunschweig. Zu den Maßnahmen zählen die Ausstattung mit unterrichtsergänzenden Materialien und die Unterstützung wissenschaftlicher Forschungsarbeiten und Untersuchungen.

## Marketing
Ab der Bundesligasaison 2023/2024 ist Matthäi neuer Haupt- und Trikotsponsor des Bundesligisten Werder Bremen.